# Mars 2002

## Événements

### Vendredi1ermars 2002
- En France, Le Figaro publie les bonnes feuilles du livre du juge Éric Halphen, intitulé Sept ans de solitude. Le 27, il annonce dans un entretien au Monde, son engagement en politique aux côtés de Jean-Pierre Chevènement.
- En Allemagne, le Bundestag vote, à une voix de majorité, puis le Bundesrat, le 22, à quatre voix de majorité, un projet de loi sur « l'orientation et la limitation des flux migratoires ». Ce projet est en réalité destiné à abandonner le traditionnel droit du sang et à transformer le pays en terre d'immigration. Combattu par la droite, il a été soutenu par les syndicats, les églises, la gauche, et une grande partie du patronat.

### Samedi 2 mars 2002
- À Rome (Italie), deux cent à trois cent mille manifestants anti-Berlusconi dans la rue.
- Attentat-suicide à Jérusalem-Ouest : 9 morts. Tsahal intensifie ses représailles dans les territoires occupés. Le 4, le Premier ministre israélien Ariel Sharon assigne comme objectif à Tsahal d'infliger « beaucoup de pertes » aux Palestiniens.
- À Paris, se tient le congrès constitutif du parti Communistes initié par l'ancienne sénatrice PCF Rolande Perlican, il regroupe les plus orthodoxes des communistes qui ont quitté le PCF après le 30e congrès de Martigues (13), ce parti devient le seul organe clairement marxiste léniniste de France.

### Dimanche 3 mars 2002
- En Suisse, référendum sur l'adhésion à l'ONU. Le « oui » l'emporte avec 54,6 %, ce qui permet au pays de devenir le 190e membre à part entière de l'organisation, auprès de laquelle, il avait jusqu'à présent seulement un siège d'observateur.
- En Inde, dans l'État du Gujarat, le calme revient après une semaine de massacres entre hindous et musulmans : 485 morts.
- Grand Prix automobile d'Australie.

### Lundi 4 mars 2002
- En France, le président-candidat Jacques Chirac, en déplacement à Mantes-la-Jolie pour une table ronde sur la délinquance dans les transports en commun, est pris vivement à partie par des « jeunes » et doit se replier sous les insultes et les crachats.
- Du 4 au 18 mars, en Afghanistan, offensive américaine (opération Anaconda) contre une poche de résistance de talibans et d'Al-Qaïda dans la région de Sahhikot au sud de Kaboul. Affrontant un millier de combattants (au lieu de quelques dizaines prévues), les américains perdent 8 soldats et 2 hélicoptères dès l'engagement, mais les combats se soldent par la mort de plus de 700 combattants islamistes.
- À Madagascar, le nouveau président Marc Ravalomanana prend peu à peu la direction du pays à partir de sa mairie de Tananarive, et ce malgré les pleins pouvoirs que s'est octroyés le président sortant Didier Ratsiraka.
  - Le 7, quelque deux cents officiers, dont une vingtaine de généraux, se rallient à Marc Ravalomanana.

### Mercredi 6 mars 2002
- L'ancien secrétaire d'État Jean-Noël Jeanneney est nommé par le Conseil des ministres à la présidence de la Bibliothèque nationale de France, pour succéder à Pierre-Jean Remy (Jean-Pierre Angremy).
- Aux Pays-Bas, les élections municipales amènent une percée spectaculaire du mouvement populiste identitaire Leefbaar Nederland (« Des Pays-Bas vivables ») de Pim Fortyun, qui obtient 34 % des voix à Rotterdam.

### Vendredi 8 mars 2002
- En Cisjordanie et à Gaza, véritable « Vendredi noir » où lors des batailles, 46 palestiniens et 6 israéliens trouvent la mort. 
  - Le premier ministre Ariel Sharon se dit prêt à « négocier un cessez-le-feu sous le feu », renonçant à son exigence d'une semaine de calme avant de reprendre les pourparlers.

### Samedi 9 mars 2002
- En France, réouverture du tunnel du Mont-Blanc, après 3 années de fermeture et de travaux, à la suite de l'incendie du 24 mars 1999 qui avait fait quarante morts.
- Le Los Angeles Times fait état d'un rapport du Pentagone, prônant l'utilisation des nouvelles armes nucléaires contre tout pays qui menacerait la sécurité des États-Unis.
- Attentats-suicide à Netanya, deux Israéliens tués dont un nourrisson, et à Jérusalem-Ouest, 11 morts.
- Au Zimbabwe, élection présidentielle dans un climat de très grande confusion. Le candidat de l'opposition Morgan Tsvangirai demande le prolongement de 24 heures du scrutin, ce qui accepté par la « Haute-Cour de Justice ». 
  - le 13, le président sortant Robert Mugabe est officiellement proclamé réélu avec 52 % des voix, mais l'opposition et les observateurs internationaux dénoncent des fraudes massives.

### Dimanche 10 mars 2002
- Dans l'avion, au retour d'une visite à La Réunion, Lionel Jospin confie à des journalistes : « Jacques Chirac est fatigué, vieilli, gagné par une certaine usure du pouvoir ».
  - Le 11, dans un entretien au Figaro, Jacques Chirac dénonce « l'arrogance et le mépris » de son adversaire, et fustige « l'instrumentalisation des affaires », méthode « de tous les extrémistes et de tous les fascismes ».

### Lundi 11 mars 2002
- Aux États-Unis : 
  - Six mois après les attentats du 11 septembre 2001, des cérémonies commémoratives sont organisées New York et à Washington. 
    - Un monument provisoire aux 2830 victimes est inauguré à New York, ainsi que le lancement de l'opération « Hommage de lumière » qui doit se renouveler tous les soirs jusqu'au 13 avril.

  - Le président George W. Bush, dans son discours de Washington, rend hommage à la coalition alliée, et évoque la deuxième phase, déjà engagée, de la guerre « contre le terrorisme ».
- Le 11 et 12 mars, à la suite des attentats du 9 mars, Tsahal riposte par la destruction des bureaux de Yasser Arafat à Gaza : 39 palestiniens de tués.

### Mardi 12 mars 2002
- Décès du cardinal Louis-Marie Billé, archevêque de Lyon, primat des Gaules et président de la Conférence des évêques de France, à l'âge de 64 ans.
- De 12 au 21 mars, le vice-président américain Dick Cheney entame une tournée dans 11 États du Proche-Orient : Jordanie, Égypte, Yémen, Arabie saoudite, Koweït, Bahreïn, Émirats arabes unis, Oman, Qatar, Turquie et Israël. Son but est de s'assurer des soutiens dans l'éventualité d'une nouvelle action américaine contre l'Irak. Fin de non-recevoir des pays arabes.
- Le président algérien Abdelaziz Bouteflika annonce, en présence de délégués kabyle dits « dialoguistes », mais en l'absence des deux partis les mieux implantés en Kabylie (FFS et RCD), la reconnaissance constitutionnelle du Tamazight, la langue des Berbères.
- Le gouvernement israélien (en) lève l'interdiction faite depuis le 3 décembre 2001 à Yasser Arafat de circuler, mais Tsahal continue son offensive.

### Mercredi 13 mars 2002
- Le Conseil de sécurité des Nations unies adopte en urgence, la résolution 1397, déposée dans la nuit par les Américains, sur la création d'un état palestinien.

### Jeudi 14 mars 2002
- En Écosse, la justice confirme en appel, la condamnation à la prison à vie d'Abdelbaset Ali Mohmed Al Megrahi. Ce membre des services secrets libyens avait été condamné, le 31 janvier 2002, en première instance, pour son implication dans l'explosion du Boeing de la PanAm, le 21 décembre 1988, et qui avait fait 270 morts. Il est libéré le 20 août 2009[1].
  - le gouvernement libyen dénonce un « verdict politique » qui ignore « les nouvelles preuves présentées par la défense ».
- Les présidents yougoslaves et monténégrins, Vojislav Koštunica et Milo Đukanović, ratifient en présence de Javier Solana la création du nouvel État de Serbie-et-Monténégro, qui remplace désormais la Yougoslavie.
- À Belgrade, les services de renseignements militaires, arrêtent le vice-président serbe, Momčilo Perišić, accusé d'avoir transmis à un diplomate américain des documents à charge, destinés au procès de Slobodan Milošević devant le TPIY.
- Arrivée au Proche-Orient de l'émissaire spécial américain Anthony Zinni.
- Lancement en Europe de la Xbox première du nom

### Vendredi 15 mars 2002
- Tsahal annonce s'être retiré de Ramallah, de Kalkiliya, de Turkarem, de la plus grande partie de Bethléem, et du camp de réfugiés d'Al Bourej. Le gouvernement américain demande un retrait complet.

### Samedi 16 mars 2002
- À Paris, trois incendies criminels détruisent la billetterie « grandes lignes » et le PC de la gare Saint-Lazare.
- À Marne-la-Vallée, ouverture du parc Parc Walt Disney Studios.
- À Barcelone (Espagne), sommet économique de l'Union européenne. Trois cent mille manifestants antimondialisation, lors de bagarres de rue : une dizaine de blessés, une cinquantaine d'arrestations et de nombreuses vitrines brisées.
- En Colombie, assassinat de l'archevêque de Cali, Isaías Duarte Cancino, qui s'apprêtait à témoigner devant la justice, sur les liens entre le trafic de drogue et la politique.

### Dimanche 17 mars 2002
- Au Portugal, des élections législatives anticipées étaient organisées, à la suite de la démission du premier ministre socialiste António Guterres. Ce dernier avait subi un revers électoral lors des élections municipales du 16 décembre 2001. 
  - Le Parti socialiste, au pouvoir depuis 1995, subit une nouvelle défaite, face au Parti social-démocrate (centre-droit). José Manuel Durão Barroso est chargé de former le nouveau gouvernement.
  - Le PSD avec 40,12 % et 102 sièges sur 230 devra cependant s'allier avec les conservateurs du Parti populaire qui ont obtenu 8,75 % des voix et 14 sièges, et dont le programme est d'inspiration nationaliste et sécuritaire. La gauche évoque le spectre d'une « haiderisation » de la vie politique portugaise.
- Le télescope automatisé Lincoln Near-Earth Asteroid Research (LINEAR) détecte, 3 jours après son passage à proximité de la Terre, une météorite bientôt nommé "2002 MN". Frôlant la planète au tiers de sa distance à la Lune, il aurait pu dévaster l'équivalent de la région parisienne.
- Formule 1 : Grand Prix automobile de Malaisie.

### Lundi 18 mars 2002
- Du 18 au 22 mars, à Monterrey au Mexique, conférence sur le financement du développement.
  - du 18 au 21 mars, rassemblement de quelque trois cents ministres du monde entier, pour préparer la conférence des chefs d'État.
  - du 21 au 22 mars, conférence au sommet de 58 chefs d'État, avec adoption d'une déclaration finale minimaliste, appelée « Consensus de Monterrey ».

### Mardi 19 mars 2002
- À Bologne, le conseiller du ministre du Travail italien Marco Biagi est assassiné devant son domicile. Le lendemain, cet acte est revendiqué par de nouvelles Brigades rouges sous l'appellation Brigate rosse per la Costruzione del Partito Comunista Combattente, alors que plusieurs milliers de personnes manifestent contre le terrorisme.

### Mercredi 20 mars 2002
- Attentat-suicide dans un autobus, près la ville israélienne de Umm al-Fahm : 6 morts et une trentaine de blessés. Tsahal effectue de nouvelles incursions dans les « territoires autonomes » et dans les camps de réfugiés.
- Sortie en France du film Citizen Kane de Orson Welles.

### Jeudi 21 mars 2002
- En France :
  - Au Salon du livre de Paris, quelques dizaines de manifestants anti-Berlusconi, perturbent l'inauguration dont l'Italie est l'invité d'honneur. Ils conspuent la délégation italienne conduite par les secrétaires d'État à la Culture, Nicola Bono et Vittorio Sgarbi, qui quittent le salon. 
    - Le 22, ils dénoncent l'attitude du gouvernement français et en particulier celle de la ministre socialiste de la culture Catherine Tasca comme ayant activement participé à l'organisation de cette manifestation anti-italienne.

  - Sur la chaîne de radio France Inter, Jean-Marie Le Pen dénonce une « machination » destinée à l'empêcher d'obtenir les cinq cents signatures requises pour lui permettre d'être officiellement candidat à l'élection présidentielle.
- À Rabat, Le roi du Maroc, Mohammed VI signe l'acte de mariage qui l'unira à Salma Bennani, 24 ans, ingénieur en informatique. Les noces se dérouleront du 12 au 15 avril.

### Vendredi 22 mars 2002
- En France, sur la chaîne de télévision LCI, Jean-Marie Le Pen menace Jacques Chirac d'une « apocalypse » politique, s'il n'obtenait pas les 500 signatures, alors que le président sortant, dans une interview à un mensuel homosexuel, promet de ne pas remettre en question le PACS s'il était réélu.
- Attentat-suicide près de la « ligne verte » censée séparer Israël de la Cisjordanie, et dont la seule victime est la kamikaze palestinien.

### Samedi 23 mars 2002
- En Italie, entre 700.000 et 3 millions de manifestants, à Rome, à l'appel de la CGIL, contre la politique sociale du gouvernement de Silvio Berlusconi, dont le projet d'abrogation de l'article 18 du code du travail, garantissant la réintégration en cas de condamnation pour licenciement abusif.

### Dimanche 24 mars 2002
- En Corse, une bombe est découverte devant la porte de l'appartement du maire de Bastia, Émile Zuccarelli (radical de gauche), ancien ministre de la Fonction publique et fervent partisan du candidat Jean-Pierre Chevènement.
- 74e cérémonie des Oscars à Hollywood. 
  - Oscar du meilleur film à Un homme d'exception de Ron Howard.
  - Oscar de la meilleure actrice à Halle Berry.
  - Oscar du meilleur acteur à Denzel Washington.
  - Oscar du meilleur film étranger à No Man's Land.
  - Nommé 5 fois, le film français Le Fabuleux Destin d'Amélie Poulain a obtenu le « Spirits Adwards », prix indépendant du meilleur film étranger.

### Lundi 25 mars 2002
- En France, Lionel Jospin se déclare hostile à la dépénalisation de l'usage du cannabis, tout en rajoutant que « fumer un joint chez soi est certainement moins dangereux que boire de l'alcool avant de conduire ».
- Du 25 au 26 mars, en Afghanistan, une série de séismes de magnitude comprise entre 5 et 6, centrée sur la province de Baghlan, font plus d'un millier de morts.

### Mardi 26 mars 2002
- Lancement par l'Union européenne, à l'unanimité des quinze pays, du nouveau système européen de navigation par satellite Galileo, qui permettra à l'Europe de s'affranchir du système américain GPS jusqu'à présent en situation de monopole. Cette décision hautement stratégique pour l'indépendance technologique et politique de l'Europe a été obtenue malgré une forte hostilité des États-Unis.

### Mercredi 27 mars 2002
- À Nanterre (Hauts-de-Seine), à l'issue d'une séance du Conseil municipal, un individu se lève des bancs du public et tire sur les élus, en tuant 8 personnes, en blessant gravement 14, et plus légèrement 5 autres. Arrêté, le forcené, membre de partis et d'organisations socialistes et écologistes, affirme avoir « froidement et sciemment tué ».
  - Le 28, il se suicide en se défenestrant du 4e étage d'un bâtiment de la préfecture de police de Paris, quai des Orfèvres, à Paris, alors qu'il était interrogé par deux policiers.
- Devant la menace américaine de geler une aide de 40 millions de dollars, le gouvernement serbe veut se donner les moyens légaux de transférer de nouveaux inculpés qu TPIY, malgré la résistance de la « Cour constitutionnelle ».
- Décès à Los Angeles du cinéaste Billy Wilder à l'âge de 95 ans. Il fut l'auteur notamment de Sunset Boulevard et de Certains l'aiment chaud.
- Attentat-suicide du Hamas dans un grand hôte de Netanya : 20 israéliens tués.
- Du 27 au 28 mars, à Beyrouth au Liban, 25e sommet de la Ligue arabe, lors duquel est débattu la proposition de paix globale de l'héritier du trône d'Arabie saoudite, le prince Abdallah d'Arabie saoudite.
  - Absence de Yasser Arafat non autoriser à quitter Ramallah par le premier ministre palestinien Ariel Sharon qui estime que « les conditions ne sont pas réunies », mais aussi du président égyptien Hosni Moubarak, du roi Abdallah II et du président de l'Irak Saddam Hussein.
  - Le plan du prince Abdallah d'Arabie saoudite est adopté, mais il est aussitôt rejeté par le gouvernement israélien qui le qualifie d'« inacceptable ».
  - Décès à New-Jersey (États-Unis) du cinéaste, écrivain et comédien Dudley Moore, à l'âge de 67 ans. Originaire de l'Angleterre, il s'est fait principalement fait connaître dans le film Arthur en 1981 où il tenait le rôle principal avec Lisa Minelli.

### Jeudi 28 mars 2002
- Dans l'affaire des attentats du 11 septembre 2001, le ministre américain de la Justice, autorise les procureurs à requérir la peine de mort contre le franco-marocain Zacarias Moussaoui accusé d'avoir activement participé à la préparation des attentats.

### Vendredi 29 mars 2002
- En représailles à l'attentat du 27 mars, le premier ministre israélien Ariel Sharon fait donner l'assaut contre le QG de Yasser Arafat à Ramallah.

### Samedi 30 mars 2002
- Royaume-Uni: La doyenne des Windsors, la reine-mère Elizabeth est décédée au château de Windsor à l'âge de 101 ans. La Queen Mum était une figure populaire britannique.

### Dimanche 31 mars 2002
- Formule 1 : Grand Prix automobile du Brésil.

## Décès
- 5 mars : Jacques Kalisz, architecte français (° 6 septembre 1926).
- 6 mars : Ralph Rumney, peintre britannique (° 5 juin 1934).
- 10 mars : Shirley Scott, organiste de jazz américaine (° 14 mars 1934).
- 11 mars : 
  - Franjo Kuharić, cardinal croate, archevêque de Zagreb (° 15 avril 1919).
  - Albert Ritserveldt, coureur cycliste belge (° 13 octobre 1915).
  - James Tobin, économiste américain et créateur de l'idée d'une taxe sur les transactions financières (° 5 mars 1918).
- 12 mars : 
  - Louis-Marie Billé, cardinal français, archevêque de Lyon et Primat des Gaules (° 18 février 1938).
  - Jean-Paul Riopelle, peintre québécois (° 7 octobre 1923).
- 14 mars :
  - Hans-Georg Gadamer, philosophe allemand (° 11 février 1900).
  - Joseph Goutorbe, coureur cycliste français (° 25 avril 1916).
- 15 mars : André Figueras, journaliste, historien et polémiste français (° 8 janvier 1924).
- 16 mars : 
  - Carmelo Bene, acteur, écrivain, réalisateur et metteur en scène (° 1er septembre 1937).
  - Danilo Stojković, acteur yougoslave, (° 11 août 1934)
- 17 mars : Alain Van der Biest, homme politique belge (° 4 mai 1943).
- 18 mars :  Rodolfo Falzoni, coureur cycliste italien (° 10 septembre 1925).
- 19 mars : John Patton, organiste de jazz américain (° 12 juillet 1935).
- 23 mars : Marcel Kint, coureur cycliste belge  (° 20 septembre 1914).
- 27 mars : Billy Wilder, réalisateur, producteur et scénariste (° 22 juin 1906).
- 28 mars : Klaus Croissant, ancien avocat de la Fraction armée rouge (FAR) et ex-espion de la Stasi, police politique de l'ex-RDA (° 24 mai 1931).
- 30 mars : Elizabeth Bowes-Lyon, reine mère du Royaume-Uni (° 4 août 1900).

## Naissances
- 1 mars : Jamie Hamilton, footballeur écossais
- 2 mars : Eduardo Quaresma, footballeur portugais
- 3 mars : Lorenzo Musetti, joueur de tennis italien
- 6 mars : Ameen Al-Dakhil, footballeur belge
- 7 mars : Waniss Taïbi, footballeur français
- 8 mars : 
  - Luizão, footballeur brésilien
  - Wendy Iram, haltérophile mauricienne
- 9 mars : Pedro Vite, footballeur équatorien
- 10 mars : Oliver Sørensen, footballeur danois
- 14 mars : Matías Ocampo, footballeur uruguayen
- 16 mars : 
  - Isabelle Allen, actrice britannique
  - Robin Tihi, footballeur finlandais
- 18 mars : Žan Vipotnik, footballeur slovène
- 25 mars : Alfonso Ocampo-Chavez, joueur de soccer américain
- 30 mars : 
  - Michał Rakoczy, footballeur polonais
  - Lexi Walker, chanteuse américaine